# گرنجر (واشینگتن)
گرنجر (به انگلیسی: Granger) شهری در شهرستان یاکیما ایالت واشنگتن است که در سرشماری سال ۲۰۱۰ میلادی، ۳۲۴۶ نفر جمعیت داشته است.